# Club Muntanyenc Mollet
El Club Muntanyenc Mollet (CMM) és un club de muntanyisme de Mollet del Vallès, fundat l'any 1944. Forma part de la Federació d'Entitats Excursionistes de Catalunya.
El moviment excursionista a Mollet del Vallès aparegué amb força en el primer terç del segle xx, i com a conseqüència d'aquest fenomen, es fundà l'any 1932 el Grup Excursionista Fotogràfic de Mollet (GEFM). Aquesta associació barrejava la pràctica de l'excursionisme juntament amb l'afició de la fotografia. Va tenir la seu a l'Hostal La Marinette i la seva primera sortida fou una excursió a Argentona. L'esclat de la Guerra Civil Espanyola provocà la desaparició de l'associació. Per altra banda, al municipi també existien altre entitats que organitzaven excursions com l'Agrupació Mollet i l'Art Esport.
Després de la guerra civil, va fundar-se l'any 1944 el Club Muntanyenc Mollet, com a delegació del Club Montanyenc Barcelonès (CMBM) a Mollet del Vallès. Principalment, fou fundat per antic membres del Grup Excursionista Fotogràfic de Mollet, entre els quals van destacar, Pere Soler i Rafael Angulo. La seva primera seu fou la Granja Pou i durant els primers anys organitzaren excursions a les Guilleries i Collsacabra, tot i les dificultats per l'obligació del franquisme per portar salconduits. L'any 1952 canvia la seva seu al Club Recreatiu de Mollet però durant gran part de la dècada dels cinquanta i seixanta l'entitat passa per una greu crisi, ja que només són 14 membre actius. No obstant, cal destacar la seva activitat durant aquest període, com per exemple, l'ascensió a l'Aneto el 1952, el Mont Perdut, el Posets, etc. L'arribada de la dècada dels setanta impulsa una revifada de l'associació, ja que incrementa el nombre de socis a 116 l'any 1973. A més, es porta per primer cop la Flama del Canigó el 1974 i diferents membres de l'entitat participen en competicions esportives, com la Travessa Núria-La Molina, Travessia Andrés de Regil, entre d'altres.
L'any 1999 trasllada la seva seu al Casal La República i durant la dècada dels noranta comença a organitzar les caminades anuals a la Serralada de Marina (1996) i la Nocturna a Gallecs (2000), així com participa activament en l'Aplec Excursionista dels Països Catalans. Una de les grans fites del clubs és l'ascensió al cim de l'Aconcagua per part d'un dels seus socis, Oriol Caubet, el 12 de febrer de 2000. Entre els seus socis més destacats es troba l'escursionista i modelista Josep Pi Morral, que fou el seu president durant tres mandats, del 1966 al 1973, del 1976 al 1980 i, finalment, del 2002 al 2006. Posteriorment, encara esdevingué el seu President Honorífic, fins al seu decés, el juny del 2020.